# Ånaryd södra
Ånaryd södra är en bebyggelse söder om Ånaryd i Jönköpings kommun.Före 2015 klassades bebyggelsen som en del av småorten Ånaryd. Från 2015 till 2020 avgränsade SCB här en småort.